# Ако-Аджей, Эбенезер
Эбенезер Ако-Аджей, Эбенезер Ако Аджей (англ. Ebenezer Ako Adjei, 17 июня 1916, Аджейкром, Британский Золотой Берег — 14 января 2002, Аккра, Гана) — ганский политический деятель, один из лидеров борьбы на независимость страны, Министр иностранных дел Ганы в 1959 — 1960 и в 1961 годах.

## Биография
Эбенезер Ако-Аджей родился в 17 июня 1916 года в маленькой деревне Аджейкром (англ. Adjeikrom), расположенной между железнодорожной станцией Босасо (англ. Bosuso) и местностью Берого в традиционной области Бенкум Акуем Абуаква (англ. Benkum Akyem Abuakwa) в Восточной области Ганы в семье крестьянина Сэмуэля Аджея и его жены Джоанны Окайли Аджей (англ. Johanna Okailey Adjei). Сэмуэль Аджей был основателем деревни и она была названа в его честь).

### Детство и юность
Эбенезер Ако-Аджей был крещён в пресвитерианской церкви Ла в Аккре, получил начальное образование в начальной пресвитерианской школе Босасо, затем продолжил образование в столичных пресвитерианских школах двух следующих ступеней, включая пресвитерианский интернат для мальчиков «Presbyterian Boys’ Boarding School». Он стал одним из основателей пресвитерианского церковного хора Ла под управлением преподобного С.Треби Ларея. В апреле 1933 года Ако-Аджей был направлен в частную Академию Аккры для продолжения среднего образования и завершил его 4 января 1934 года. В декабре того же года он подал заявку на получение юношеского сертификата Кембриджского университета и получил его в декабре 1936 года (одним из двух среди многих подавших заявки). В июне следующего, 1937 года, он стал чиновником 2-го класса государственной службы Золотого Берега и получил должность в Колониальном секретариате в Аккре. Вместе с помощником Колониального секретаря Гарольдом Купером и Джоном де Графт-Хейфордом Ако-Аджей занимался созданием радиовещательной службы Золотого Берега, в будущем ставшей основой Радиовещательной корпорации Ганы. В декабре 1938 года Ако-Аджей подал в отставку и покинул страну, чтобы продолжить образование в США.

### Образование в США. Кваме Нкрума
В январе 1939 года Ако-Аджей продолжил образование в университете Линкольна (штат Пенсильвания, США), одном из нескольких в США высших учебных заведений, куда в то время принимали студентов с чёрным цветом кожи. Там Ако-Аджей познакомился и подружился со своим соотечественником Кваме Нкрумой, так же обучавшемся в университете. Они вместе основали Африканскую студенческую ассоциацию Америки и Канады (англ.  African Student Association of America and Canada) и газету «African Interpreter», призванную знакомить американских читателей с проблемами Африки. Вместе с Нкрумой он встал у истоков панафриканского движения, только разворачивавшего свою антиколониальную пропаганду. В июне 1942 года Ако-Аджей получил степень бакалавра экономики, политологии и социологии и продолжил обучение в институте Хэмптона, штат Виргиния, где в 1942 году получил степень бакалавра. Одновременно в сентябре 1942 года он поступил в Школу журналистики, где в июне 1943 года получил степень в области журналистики. Тогда же, в июне 1943 года он получил степень магистра в Колумбийском университете (Нью-Йорк), после чего занимался преподаванием социологии. В 1945 — 1947 годах Ако-Аджей обучался в Лондоне в аспирантуре при Школе экономики и политических наук. Там в 1945 году он стал участником Панафриканской конференции, в работе которой участвовали Кваме Нкрума, будущий первый президент Кении Джомо Кениата, будущий президент Нигерии Ннамди Азикиве и другие видные политики Африки. Окончив курс обучения, Ако-Аджей получил право заниматься адвокатской практикой и в том же году вернулся на родину, в Британский Золотой Берег.

### Борьба за независимость Ганы
4 августа 1947 года на съезде в Салтпонде Ако-Аджей вместе с Эдвардом Акуфо-Аддо, Уильямом Офори-Аттой и другими сторонниками независимости Золотого Берега стал одним из основателей партии Объединённый конвент Золотого Берега. Именно он рекомендовал на должность секретаря и национального организатора партии Кваме Нкруму и направил ему в Лондон письменное приглашение. Нкрума приглашение принял и в декабре того же года возглавил партию. 12 марта 1948 года Ако-Аджей был арестован в числе 6 известных политиков по обвинению в политической агитации за самоуправление, подстрекательству к столкновениям 20 февраля возле резиденции Кристианборг и последовавших многодневных волнениях в Аккре. Эбенезер Ако-Аджей, Кваме Нкрума, Эдвард Акуфо-Аддо, Джозеф Бояке-Данкуа, Эммунуэль Обетсеби-Ламптей и Уильям Офори Атта, ставшие известными как Большая шестёрка (англ. Big Six), были высланы на север колонии. После освобождения из тюрьмы Ако-Аджей вступил в Народную партию конвента, основанную Нкрумой 12 июня 1949 года, и вышел из переживавшей упадок партии Объединённый конвент Золотого Берега. С ноября 1948 года по январь 1952 года он издавал ежедневную вечернюю газету «The Star of Ghana», сентябре 1948 года со своими единомышленниками из общины Ла основал пресвитерианскую среднюю школу «La Bone Secondary School» в Аккре и способствовал основанию другой столичной средней школы — «Nungua Secondary School».
В 1957 году, после получения независимости Эбенезер Ако-Аджей стал первым министром внутренних дел Ганы, но пробыл в этой должности только год.

## Министр иностранных дел Ганы
4 апреля 1959 года Эбенезер Ако-Аджей был назначен министром иностранных дел. Гана, всего два года назад получившая независимость, активно выходила на международную политическую арену и расширяла свои дипломатические связи. В 1959 года она признала де-факто Временное правительство Алжирской Республики, установила дипломатические отношения с социалистической Югославией, революционной Кубой и рядом других стран. Развивались связи социалистическими странами — ГДР, ЧССР, КНР. 6 июля 1959 года Гана потребовала от Франции отказаться от испытаний атомного оружия в Сахаре.
В июне 1960 года на встрече министров иностранных дел африканских стран в Аддис-Абебе Ако-Аджей сформулировал понятие «полного политического союза» для Африки. Его предложения были реализованы в 1963 году при создании Организации африканского единства (правда, сам Ако-Аджей тогда уже находился в тюрьме) и легли в основу создания Африканского союза, ставшего преемником ОАЕ в 2001 году. Он активно добивался создания Африканского таможенного союза, Африканской зоны свободной торговли и Африканского фонда развития. Гана выступала за разоружение, деколонизацию, восстановление прав КНР в ООН, урегулирование в Алжире. Военный контингент Ганы был направлен в Конго в составе войск ООН во время кризиса 1960 года. С 1 августа 1960 года Гана объявила бойкот товаров, судов и самолётов Южно-Африканского Союза. В 1960 году были установлены дипломатические отношения с Польшей (1 января), КНР (5 июля), Чехословакией и др. странами.
Особое место в внешней политике Ганы стали занимать отношения с СССР. 22 марта 1960 года первый посол Ганы в СССР Дж. Б. Эллиот вручил верительные грамоты Председателю Президиума Верховного Совета СССР К. Е. Ворошилову. 4 августа в Москве председатель секретариата при президенте Ганы Айе Кума подписал с Советским Союзом соглашения об экономическом и научно-техническом сотрудничестве и торговое соглашение, а 25 августа — соглашение о культурном сотрудничестве. В октябре 1960 года Гана аннулировала соглашение с Израилем об участии израильских инструкторов в создании ВВС Ганы, заключённое в марте 1959 года.
В июле 1961 года Ако-Аджей сопровождал К.Нкруму во время его визита в СССР.

### Процесс о заговоре в Кулунгугу
1 августа 1962 года, когда президент Кваме Нкрума возвращался из Тенкудугу со встречи с президентом Верхней Вольты Морисом Ямеого, в городке Кулунгугу (Верхняя область Ганы) в него была брошена бомба. Во время следования кортежа автомобили, в которых находились министр иностранных дел Ако-Аджей, министр информации Тавиа Адамафио, исполнительный секретарь Народной партии конвента Кофи Краббе, оторвались от автомобиля Нкрумы, что в дальнейшем позволило подозревать их пассажиров в причастности к покушению.
В среду 29 августа 1962 года Ако-Аджей без объяснения причин был арестован полицией в гавани Тема во время частного обеда с доктором Окечукву Икеджиани, старым другом по Линкольнскому университету. Позднее государственной политической тюрьме Нсавам ему заявили, что он обвиняется в государственной измене.
3 сентября он был смещён с поста министра иностранных дел, а 6 сентября 1962 года депутат Ф. Э. Теши Мэнсон англ. F.E. Techie Menson в Национальном собрании выдвинул против арестованных министров обвинение в соучастии в заговоре, заявив:
Во время поездки ... к месту инцидента, они (Адамафио, Краббе и Ако Адджей), изолировали себя от Лидера, за которого они до этого цеплялись, как будто  были его возлюбленными. Они поехали в других автомобилях и бросили президента, опередив его на многие сотни ярдов.
Все трое, а также Джозеф Яау Ману (англ. Joseph Yaw Manu) и Роберт Бенджамин Очере (англ. Robert Benjamin Otchere) предстали перед судом. Однако специальный суд в составе Верховного судьи К. Арку Корса и судей Верховного суда В. Б. ван Ларе и Эдварда Акуфо-Аддо 9 декабря оправдал Ако Аджея, Адамафио и Кофи Краббе по всем пунктам. Однако оправданные, вопреки решению суда, не были освобождены из тюрьмы, а 11 декабря Кваме Нкрума объявил судебный процесс недействительным и распустил специальный суд, после чего последовала отставка Верховного судьи (в 2004 году Комиссия национального примирения признала неправовыми эти действия Нкрумы). Был сформирован новый суд из 12 присяжных под председательством нового Верховного судьи Дж. Саркодее Аду. После второго процесса, проходившего в здании Верховного суда и в замке Озу, Ако-Аджей был признан виновным и приговорён к смертной казни, заменённой на пожизненное заключение.

### Вне политики
После свержения Кваме Нкрумы пришедшие к власти военные объявили амнистию, и 6 сентября 1966 года Ако-Аджей был освобождён из тюрьмы Нсавам. Он больше не возвращался к политической деятельности, продолжая жить частной жизнью и заниматься адвокатской практикой. В 1978 году генерал Фред Акуффо привлёк его в комиссию по составлению новой конституции. В марте 1997 года на торжествах по случаю 40-летия независимости страны президент Джерри Роулингс отметил его выдающийся вклад в борьбу за независимость Ганы. В ответной речи Эбенезер Ако-Аджей сказал: «Гана — наша страна. Мы никуда не уйдём. Здесь Господь поселил нас, и мы давно поняли, что для всех нас нет ничего лучше».
Это было последнее публичное выступление Ако Аджея.
Эбенезер Ако-Аджей скончался 14 января 2002 года в Аккре. Он стал последним членом «Большой шестёрки», ушедшим из жизни. Делегация родственников Ако Аджея посетила президентскую резиденцию в замке Осу, где сообщила о его смерти Президенту Ганы Джону Куфуору, который распорядился организовать ему государственные похороны. Генеральный прокурор и министр юстиции Ганы Нана Аддо-Данква Акуффо-Аддо заявил, что смерть Ако Аджея ознаменовала конец эры отцов-основателей нации.

## Награды и почётные звания
- Офицер Ордена «Звезда Ганы» (англ.  State Honour of Officer of the Order of the Star of Ghana), 7 марта 1997 года;
- Почётный доктор права Линкольнского университета, 1962 год.
- В январе 1999 года прошло чествование Ако Аджея Палатой адвокатов Ганы;
- Почётное свидетельство средней школы «Labone Secondary School» (1 декабря 1999 года);
- Чествование, как одного из выдающихся государственных деятелей в связи с миллениумом (декабрь 1999 года)
- Чествование пресвитерианской церковью в конференцзале Мемориального собора в Осу (Аккра, июнь 2000 года)

## Семья
11 декабря 1948 года Ако-Аджей женился в Кумаси на Феодосии Куторкор Котей-Амон (англ.  Kutorkor Kotei-Amon) и считался образцовым семьянином. У Эбенезера Ако Аджея и его жены было четверо дочерей. И жена и дочери пережили его.